# Tang Xianzu
Tang Xianzu, en xinès tradicional: 湯顯祖; en xinès simplificat: 汤显祖; en pinyin: Tāng Xiǎnzǔ; nom de cortesia Yireng (義仍): Fuzhou, Jiangxi (Xina) 24 de setembre de 1550 - 29 de juliol de 1616, va ser un funcionari de la dinastia Ming, que va destacar com escriptor i dramaturg, contemporani de Shakespeare i Cervantes.

## Biografia
Tang va viure durant el final de la dinastia Ming, i a la Xina se'l ha comparat amb el seu coetani occidental Shakespeare, que com aquest va assolir importants graus de popularitat.
L'obra literària de Tang cal emmarcar-la en una època de gran desenvolupament de la literatura i el teatre, amb autors com Ruan Dacheng i el mateix Tang, amb l'ajut d'un gran nombre d'edicions populars, gràcies en part al progrés de la impremta i del gravats.
A part de la seva activitat literària,Tang va desenvolupar una carrera com a funcionari de l'administració imperial, on va arribar a ser magistrat de la província de Zhejiang.
Entre les diverses obres de Tang, destaca Mudan Ting (El Pavelló de les Peònies), considerada la seva obra mestre, escrita el 1598, on descriu en 55 escenes les passions de la jove Du Liniang, filla del governador de Nanan, Du Bao, i la seva relació amb el magistrat Liu Mengmei. Aquest drama d'estil "shakespearià", actualment encara es representa, en el format de "kunqu" (opera o teatre musical) que inclou llenguatge poètic, música, dansa i gestualitat. En la seva època va tenir molt èxit entre les classes elitistes, especialment entre les dones.
Altres obres de Tang: Hongquan yicao -Font escarlata, herba serena- (recull de poemes), Nake ji, Handan ji, Els quatre somnis de Yumintang i Zixiaoji (La Flauta púrpura).

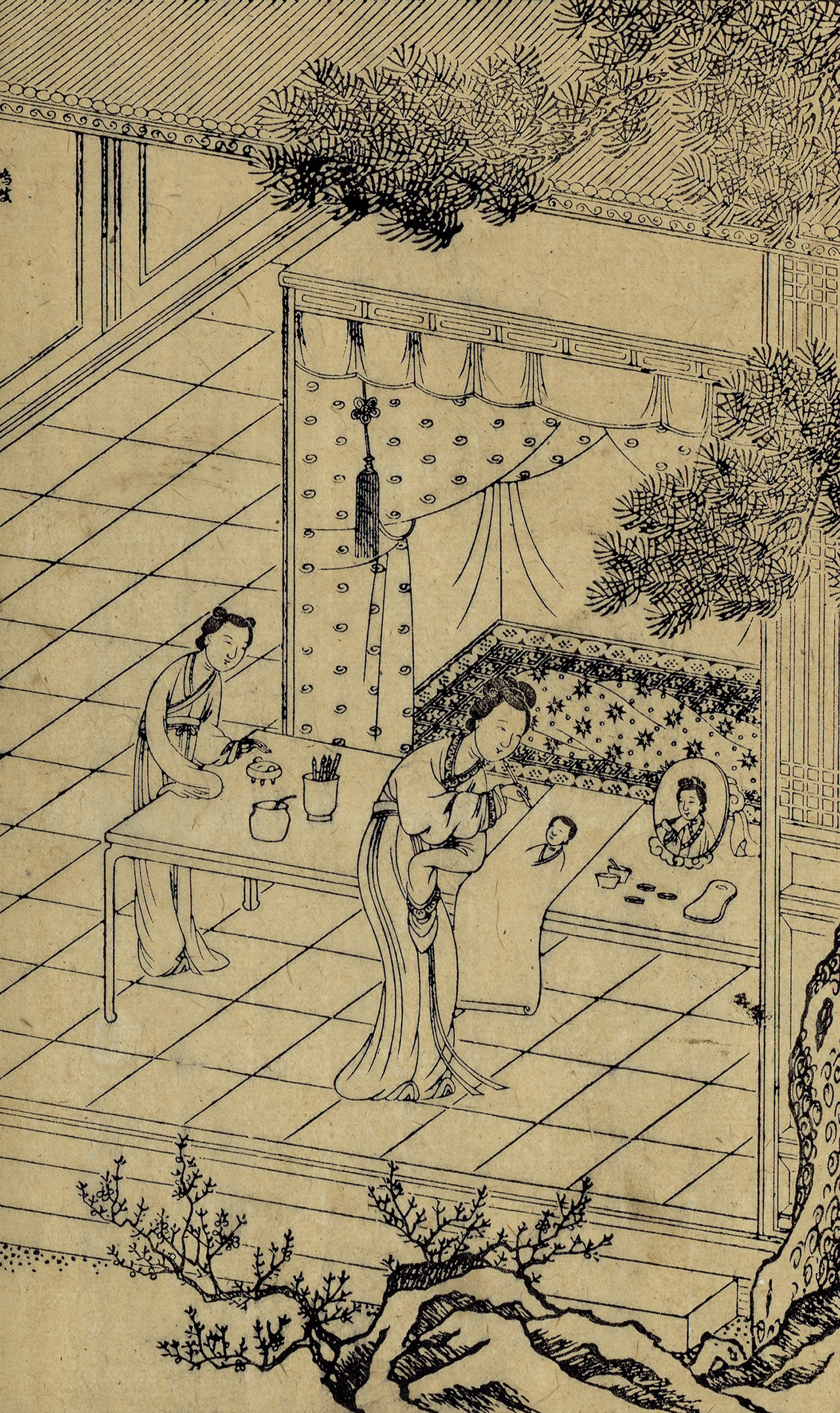
Mudan Ting